# Hypenula domingonis
Hypenula domingonis är en fjärilsart som beskrevs av William Schaus. Hypenula domingonis ingår i släktet Hypenula och familjen nattflyn. Inga underarter finns listade i Catalogue of Life.